# Ordine dinastico
Un ordine dinastico è un genere di ordine cavalleresco conferito dal capo di una famiglia reale attualmente esistente o passata e che appartiene al patrimonio araldico della dinastia stessa. Differisce da un ordine di merito statale, religioso o militare che è proprietà araldica di quell'istituzione, perché in origine è stato istituito per ricompensare i servizi personali resi a un sovrano, a una dinastia, o a un'antica famiglia di rango principesco. Un esempio chiaro della differenza che corre tra un ordine dinastico ed uno statale si vede osservando il britannico Ordine Reale di Vittoria, che è nel regalo personale del sovrano, e l'Ordine dell'Impero Britannico, che viene concesso dal sovrano sulla base delle raccomandazioni dal Primo Ministro.

## Ordini dinastici oggi
Attualmente esistono ancora svariati ordini dinastici, soprattutto in Europa: essi sono sia quelli concessi da un sovrano regnante che quelli concessi dal capo di una dinastia non più sovrano.

### Concessi da Capi di Dinastie regnanti
- Ordine Reale di Vittoria (Gran Bretagna)
- Catena Reale di Vittoria (Gran Bretagna)
- Ordine della Giarrettiera (Gran Bretagna)
- Ordine del Bagno (Gran Bretagna)
- Ordine del Cardo (Gran Bretagna)
- Ordine del Toson d'oro (Spagna)
- Ordine Reale di Maria Luisa (Spagna)
- Ordine della Casata d'Orange (Paesi Bassi)
- Ordine della Corona di quercia (Lussemburgo)
- Ordine dell'Elefante (Danimarca)
- Ordine dei Serafini (Svezia)

### Concessi da Capi di Dinastie non più regnanti
- Ordine del Toson d'oro (Asburgo)
- Ordine reale di Santo Stefano d'Ungheria (Asburgo)
- Ordine supremo della Santissima Annunziata (Savoia)
- Ordine dei Santi Maurizio e Lazzaro (Savoia)
- Ordine Civile di Savoia (Savoia)
- Ordine al Merito di Savoia (Savoia)
- Ordine costantiniano di San Giorgio (Napoli) (Borbone delle Due Sicilie)
- Insigne e reale ordine di San Gennaro (Borbone delle Due Sicilie)
- Reale Ordine di Francesco I (Borbone delle Due Sicilie)
- Ordine della Croce stellata (Asburgo-Lorena)
- Ordine di San Giuseppe (Asburgo-Lorena)
- Ordine di Santo Stefano papa e martire (Asburgo-Lorena)
- Ordine del merito civile (Asburgo-Lorena)
- Ordine di Vitéz (Asburgo-Lorena, ramo palatino)
- Ordine di San Lodovico (Borbone di Parma)
- Sacro Angelico Imperiale Ordine Costantiniano di San Giorgio (Borbone di Parma)
- Ordine di San Giorgio al merito militare (Borbone di Parma)
- Ordine dell'Aquila estense (Asburgo Este, Modena)
- Ordine di Sant'Uberto (Wittelsbach, Baviera)
- Ordine di San Giorgio (Wittelsbach)
- Ordine della Casata ernestina di Sassonia (Wettin, Turingia)
- Ordine di San Stanislao (Romanov, Russia)
- Ordine di Sant'Anna (Romanov, Russia)
- Ordine di San Pietro di Cettigne (Petrović-Njegoš, Montenegro)
- Ordine del principe Danilo I di Montenegro (Petrović-Njegoš)
- Ordine della Corona (Romania) (Hohenzollern-Sigmaringen, Romania)
- Ordine di Carol I (Hohenzollern-Sigmaringen)
- Ordine di Sant'Alessandro (Sassonia-Coburgo-Gotha, Bulgaria)
- Ordine di San Michele (Borbone di Francia)
- Ordine di Santa Isabella (Braganza, Portogallo)
- Ordine dell'Immacolata Concezione di Vila Viçosa (Braganza)
- Ordine reale di San Michele dell'Ala (Braganza)
- Ordine della Besa (Zogu, Albania)

I seguenti ordini, pur continuando ad esistere, sono concessi solo ai membri della famiglia reale:
- Ordine dell'Aquila nera (Hohenzollern, Germania)
- Ordine di Luisa (Hohenzollern)
- Ordine di San Giorgio e San Costantino (Schleswig-Holstein-Sonderburg-Glücksburg, Grecia)
- Ordine di Sant'Olga e Santa Sofia (Schleswig-Holstein-Sonderburg-Glücksburg)
- Ordine del Santo Principe Lazzaro (Karađorđević, Serbia)

Tra gli ordini dinastici di famiglie non più regnanti, la Repubblica Italiana riconosce attualmente solo l'Ordine Costantiniano di San Giorgio (sia quello di Napoli che quello di Parma), l'Ordine di Santo Stefano Papa e Martire, l'Ordine di San Giuseppe, l'Ordine di San Lodovico; l'uso delle onorificenze di tali ordini deve essere autorizzato dal Ministero degli affari esteri.